# Сенолітик
Сенолітик (від слів senescence — старіння, та -lytic — «руйнівний») належить до класу малих молекул, що досліджується, щоб визначити, чи можуть вони вибірково викликати загибель клітин що старіють і покращувати здоров'я людей. Мета цього дослідження полягає в тому, щоб виявити або розробити агенти для затримки, запобігання, пом'якшення або зворотного розвитку захворювань, пов'язаних із віком. Пов'язане поняття «сеностатик», означає пригнічення старіння.

## Дослідження
Можливі сенолітичні агенти знаходяться на стадії попередніх досліджень, у тому числі деякі знаходяться на ранній стадії випробувань на людях.  Більшість потенційних сенолітичних сполук є перепрофільованими протираковими молекулами, такими як хіміотерапевтичний препарат дазатиніб та експериментальна мала молекула навітоклакс.
Було виявлено, що поверхневий рецептор активатора плазміногену розчинної урокінази сильно експресується на старіючих клітинах, що спонукало дослідників використовувати Т-клітини рецептора химерного антигену для усунення старіючих клітин у мишей.
Відповідно до відгуків, вважається, що сенолітики можна вводити з перервами, але таке введення настільки ж ефективні, як і безперервне. Це може бути перевагою сенолітичних препаратів і зменшити побічні ефекти, наприклад, уникнути потенційних нецільових ефектів.
Нещодавно штучний інтелект був використаний для відкриття нових сенолітиків, що призвело до ідентифікації структурно відмінних сенолітичних сполук із більш сприятливими медичними хімічними властивостями, ніж попередні кандидати на сенолітики.

### Сенолітичні кандидати
| Ліки/ мішень                   | Опис | Випробування як сенолітика були проведені у… | Випробування як сенолітика були проведені у… | Випробування як сенолітика були проведені у… | Випробування як сенолітика були проведені у… | Випробування як сенолітика були проведені у… | Випробування як сенолітика були проведені у… |
| Ліки/ мішень                   | Опис | клітинній лінії людини in vitro              | моделі мишей                                 | моделі ксенотрансплантата                    | I фаза випробувань                           | II фаза випробувань                          | III фаза випробувань                         |
| ------------------------------ | --- | -------------------------------------------- | -------------------------------------------- | -------------------------------------------- | -------------------------------------------- | -------------------------------------------- | -------------------------------------------- |
| FOXO4-related peptides         | FOXO4 binding to p53 protein retains it in the nucleus, which prevents it from interacting with mitochondria in the cytosol where it would activate caspases, leading to apoptosis (programmed cell death). Instead, retention of p53 in the nucleus by FOXO4 promotes cellular senescence. A peptide that binds with FOXO4 disrupts the p53-FOXO4 interaction, releasing p53 into the cytosol and triggering cell death.                                                           | Так                                          | Так                                          |                                              |                                              |                                              |                                              |
| BCL-2 inhibitors               | Inhibitors of different members of the bcl-2 family of anti-apoptotic proteins. Studies of cell cultures of senescent human umbilical vein endothelial cells have shown that both fisetin and quercetin induce apoptosis by inhibition of the anti-apoptotic protein Bcl-xL (a bcl-2 family member). |                                              |                                              |                                              |                                              |                                              |                                              |
| Src inhibitors                 | Src tyrosine kinase inhibitors: dasatinib — see «Combination of dasatinib and quercetin» below |                                              |                                              |                                              |                                              |                                              |                                              |
| USP7 inhibitors                | Inhibitors of USP7 (ubiquitin-specific processing protease 7) | Так                                          | Так                                          |                                              |                                              |                                              |                                              |
| Dasatinib and Quercetin (D+Q)  | Combination of dasatinib and quercetin | Так                                          | Так                                          |                                              | Так                                          |                                              |                                              |
| Fisetin                        | | Так                                          | Так                                          |                                              |                                              |                                              |                                              |
| Navitoclax                     | |                                              | xenograft                                    | Так                                          |                                              |                                              |                                              |
| Piperlongumine                 | | Так                                          |                                              |                                              |                                              |                                              |                                              |
| Azithromycin and roxithromycin | | Так                                          |                                              |                                              |                                              |                                              |                                              |
| SSK1                           | Senescence-specific killing compound 1: A gemcitabine (a cytotoxic chemotherapeutic) prodrug that is activated by lysosomal β-galactosidase (a common senescence marker) |                                              | Так                                          |                                              |                                              |                                              |                                              |
| BIRC5 knockout                 | Crispr/Cas9 BIRC5 Gene Knockout. Crispr/Cas9 is used to trigger apoptosis in relation to a specified gene sequence such as a cancer gene sequence or damage marker sequences. | Так                                          |                                              |                                              |                                              |                                              |                                              |
| GLS1 inhibitors                | Target the enzyme kidney-type glutaminase 1 (GLS1). Senescent cells have a low pH due to their high lysosomal content and leaking lysosomal membranes. This low pH forms the basis of senescence-associated beta-galactosidase (SA-β-gal) staining of senescent cells. To help neutralize their low pH, senescent cells produce high levels of GLS1; inhibiting the activity of this enzyme exposes senescent cells to unsurvivably severe internal acidity, leading to cell death. | Так                                          |                                              |                                              |                                              |                                              |                                              |
| Anti-GPNMB vaccine             | Glycoprotein nonmetastatic melanoma protein B (GPNMB). A protein that enrich senescent cells studied as molecular target for a senolytic vaccine in mice. |                                              | Так                                          |                                              |                                              |                                              |                                              |
| Cardiac glycosides             | | Так                                          | xenograft                                    | Так                                          |                                              |                                              |                                              |
| 25-hydroxycholesterol (25HC)   | 25-hydroxycholesterol targets CRYAB in multiple human and mouse cell types | Так                                          | Так                                          |                                              |                                              |                                              |                                              |
| Procyanidin C1                 | | Так                                          |                                              |                                              |                                              |                                              |                                              |
| EF-24                          | | Так                                          |                                              |                                              |                                              |                                              |                                              |
| HSP90 inhibitors               | |                                              |                                              |                                              |                                              |                                              |                                              |

## Сеноморфіки
Сенолітики усувають старіючі клітини, тоді як сеноморфіки – з такими кандидатами, як апігенін, рапаміцин і рапалог еверолімус – модулюють властивості старіючих клітин, не знищуючи їх, пригнічуючи фенотипи старіння, включаючи SASP.